# Noëlle Maritz
Noëlle Maritz (ur. 23 grudnia 1995 w Newport Beach) – szwajcarska piłkarka amerykańskiego pochodzenia występująca na pozycji obrończyni w angielskim klubie Arsenal oraz w reprezentacji Szwajcarii. Wychowanka FC Wil, w trakcie swojej kariery grała także w takich zespołach, jak FC Zürich oraz VfL Wolfsburg.